# Herb gminy Strzałkowo
Herb gminy Strzałkowo – symbol gminy Strzałkowo, ustanowiony w 1990.

## Wygląd i symbolika
Herb przedstawia na tarczy w polu czerwonym biały pastorał, na którym umieszczona jest stylizowana litera "S" koloru złotego. Na literze znajduje się biała strzała ukosem skierowana ku dołowi. W lewej części tarczy umieszczony jest miecz, którego głownia jest skierowana ku dołowi. W prawej części tarczy znajduje się krzyż. Na płazie miecza oraz na dolnej części krzyża umieszczone są róże.
Stylizowana litera "S" jest czytelnym odwołaniem się do nazwy miejscowości oraz rodu Strzałkowskich. Pastorał oznacza władzę biskupią, a ukośna strzała na literze nawiązuje do założyciela rodu kmiecia Strzałka. Miecz symbolizuje rycerstwo i szlachectwo, a krzyż stanowi znak chrześcijaństwa. Róża to herb strzałkowskich Porajów.